# Zwarte adel

Edelman van de pauselijke nobelgarde. Hij draagt een giberne omdat de garde oorspronkelijk een cavalerie-eenheid was.

Zwarte adel (Italiaans: "Aristocrazía nera") is een bijnaam voor Italiaanse adellijke families die pausgezind zijn.
Toen Rome met een plebisciet op 2 oktober 1870 door het Koninkrijk Italië (1861-1946) werd geannexeerd trok de voormalige heerser, paus Pius IX, zich terug in het Vaticaan. De Italiaanse adel en vooral de Romeinse adel, die zijn titels aan de pauselijke protectie dankte en vaak erfelijke waardigheden aan het pauselijk hof bekleedde, raakte verdeeld in die families die trouw bleven aan de paus, de zogenaamde "zwarte adel" en de families die de koning van Italië dienden en zijn paleis, het Quirinaal bezochten.
Families als de Aldobrandini, Chigi, Brigitta, Massimo, Ruspoli, Pacell en Santioris hielden hun huizen gesloten. Zij gaven geen grote feesten meer. De leden van deze families reisden onder Vaticaanse paspoorten en hun zonen konden kamerheren zijn of in de pauselijke nobelgarde - niet te verwarren met de Zwitserse Garde - dienen.
Na de verzoening tussen Italië en paus Pius XI, die pas in 1929 haar beslag kreeg in het verdrag van Lateranen, bleef men de pauselijke hofadel schertsend "zwarte adel" noemen. Het verdrag erkende echter wel de bijzondere positie van de pauselijke hovelingen.
Het pauselijk hof behield tot in de tweede helft van de 20e eeuw zijn pracht en praal en de edellieden met hun geplooide kragen, geborduurde uniformen, gewaden en decoraties traden op bij plechtigheden. Tijdens de Tweede Wereldoorlog liet de paus zich steeds door de adellijke Italiaanse leden van zijn lijfgarde bewaken. Nu is het ceremonieel sterk vereenvoudigd.
Paus Paulus VI maakte in 1968 een einde aan het middeleeuwse hof en tal van andere functies. Zo verloren de edelen met hun posities hun paspoorten, de Vaticaanse nummerplaten op hun auto's en hun belastingprivileges. Op 14 september 1970 schafte hij met een schrijven aan kardinaal Jean-Marie Villot, de staatssecretaris, de adellijke lijfwacht af. Een deel van de zwarte adel keerde zich daarop tegen de paus en koos onder aanvoering van de zeer conservatieve prinses Elvina Pallavicini in mei 1977 de zijde van de "tegenpaus" de geëxcommuniceerde Franse aartsbisschop Marcel Lefebvre.